# Jean Dansereau
Jean Dansereau (eigentlich: Hector Dansereau; * 21. April 1891 in Verchères, Québec; † 2. November 1974 in Yorktown Heights, New York) war ein kanadischer Pianist und Musikpädagoge.

## Leben
Danserau erhielt ersten Klavierunterricht von seiner Mutter, einer Cousine von Calixa Lavallée, und war dann Schüler von Angéline Normandin-McNamara und am McGill Conservatory von Walter Hungerford. 1913 spielte er mit dem McGill University Orchestra das Erste Klavierkonzert von Tschaikowski.
1914 erhielt er den Prix d'Europe der Regierung von Québec und studierte in Paris bei Isidore Philipp, Édouard Risler und Charles-Marie Widor. Ab 1920 arbeitete er als Begleiter von Mary Garden, Rodolphe Plamondon und Oscar Seagle, mit denen er Tourneen durch Europa und Nordamerika unternahm. 1924–25 war er als Begleiter im Studio von Jean de Reszke angestellt.
Danach trat er als Pianist in Nordamerika und Europa auf, bis er 1936 nach Wien ging, wo er mit Emil von Sauer arbeitete. Anlässlich seiner Rückkehr nach Kanada führte er 1936 das Dritte Klavierkonzert von Beethoven mit dem Orchestre des Concerts Symphonique de Montréal auf. In den folgenden Jahren etablierte er sich als erfolgreicher Konzertpianist in Kanada und den USA, später auch in Brasilien, wo er 1942–1943 lebte und drei Monate lang wöchentliche Rundfunkkonzerte in Rio de Janeiro gab.
1926 und 1929 nahm Danserau in zwei Plattenserien Lieder mit der Sopranistin Mary Garden auf, 1953 spielte er ein Programm mit Werken von Chopin und Debussy auf.
Seit 1941 unterrichtete Dansereau an der École Vincent-d'Indy und seit 1943 am Conservatoire de musique du Québec. Zu seinen Schülern zählten Jocelyne Binet, Auguste Descarries, Anna-Marie Globenski, Jeanne Landry, Clermont Pépin, Stella Plante und Madeleine Raymond.